# Oldwig Jancke
Oldwig Jancke (geboren am 22. November 1901 in Sydow, Kreis Schlawe; gestorben am 5. Dezember 1960 in Stellenbosch, Südafrika) war ein deutscher Biologe. Sein Arbeitsschwerpunkt waren Pflanzenkrankheiten und Schädlinge im Obst- und Weinbau.

## Obstbau
Oldwig Jancke beendete 1923 sein Zoologiestudium an der Universität Greifswald mit einer Dissertation über die Brutpflege einiger Höherer Krebse. Anschließend arbeitete er kurzzeitig in einem westfälischen Industrieunternehmen als Chemiker und Bakteriologe und in der Preußischen Landesanstalt für Wasser-, Boden- und Lufthygiene in Berlin-Dahlem als Assistent. 1926 ging er an die Zweigstelle Naumburg der Biologischen Reichsanstalt für Land- und Forstwirtschaft.
In der biologischen Reichsanstalt hatte Carl Börner seine durch den Ersten Weltkrieg unterbrochenen Arbeiten zur Phytopathologie, insbesondere zur Biologie der Reblaus, wieder aufgenommen und die Umstellung des deutschen Weinbaus auf den Pfropfrebenanbau begonnen. In der Gruppe um Börner bearbeitete Jancke entomologische Fragestellungen im Obstbau. Beginnend mit der Apfelblutlaus studierte Jancke zahlreiche Schädlinge im Obstbau, darunter die Kirschfruchtfliege, Kirschblütenmotte, Gespinstmotte, Pflanzenwespen, Blattläuse und andere. Dabei leistete Jancke in vielen Bereichen Pionierarbeit, so bei der biologischen Bekämpfung der Blutlaus, der Frage des Zusammenhangs zwischen Düngung und Schädlingsbefall, der Resistenz bestimmter Sorten gegen Mehltaubefall und den gesundheitlichen Risiken des Einsatzes von Pflanzenschutzmitteln.

## Weinbau
Nachdem er jahrelang intensiv zu Schädlingen im Obstbau geforscht hatte, wandte sich Jancke in den 1930er Jahren zusätzlich den Problemen des Weinbaus zu. Zum 1. April 1936 wurde er als Leiter der zoologischen Abteilung an die Staatliche Lehr- und Versuchsanstalt für Obst- und Weinbau in Neustadt an der Weinstraße berufen. Dort forschte er intensiv zu Einbindigem Traubenwickler, Bekreuztem Traubenwickler, Springwurm und Kräuselmilbe und entwickelte eine Reihe von Verfahren zu deren Bekämpfung, die über Jahrzehnte angewandt wurden. 1950 wurde Jancke Direktor der Anstalt.
Im Mai 1954 erlitt Oltwig Jancke einen schweren Schlaganfall, der seine berufliche Tätigkeit beendete. Zum 1. August 1956 wurde er in den Ruhestand versetzt. Im September 1957 zog er nach Stellenbosch, wo sein Sohn arbeitete. Dort verstarb er in der Nacht vom 5. auf den 6. Dezember 1960.

## Dedikationsnamen
- Haemodipsus janckei Blagoveshchenskii, 1966
- Macrosiphoniella janckei Börner, 1939

## Veröffentlichungen (Auswahl)
- Oldwig Jancke: Die Brutpflege einiger Malakostraken. Dissertation, Universität Greifswald 1923.
- Oldwig Jancke: Mitteilungen über Anopluren. In: Zeitschrift für Parasitenkunde 1932, Band 4, Nr. 2, S. 240–253, doi:10.1007/BF02119404 (Erstbeschreibung der Eichhörnchenlaus).